# Трипілля-Дніпровське
Трипілля-Дніпровське — проміжна залізнична станція 3-го класу Київської дирекції Південно-Західної залізниці на дільниці Київ-Деміївський — Миронівка між зупинними пунктами Стугна (відстань — 1 км, розташований в межах станції) і Щербанівка (відстань — 4 км) в місті Українка Київської області. 

## Історія
Станція відкрита 1973 року, під час прокладання залізниці Київ — Миронівка. Має значне вантажне значення — станція обслуговує розташовану неподалік Трипільську ТЕС, а також велику пристань на річці Дніпро.
1985 року електрифікована змінним струмом (~25кВ) в складі дільниці Київ — Трипілля-Дніпровське.

## Пасажирське сполучення
На станції зупиняються приміські електропоїзди сполученням Київ — Миронівка.

## Цікаві факти
Станція хоча і отримала назву від знаменитого села Трипілля, розташована не в ньому, а в місті Українка. Село ж Трипілля розташоване за декілька кілометрів південніше і біля нього розташований зупинний пункт Щербанівка, а саме ж село Щербанівка також віддалене від платформи на декілька кілометрів.